# Laguna Heights (Teksas)
Laguna Heights je naseljeno mjesto za statističke potrebe u američkoj saveznoj državi Teksas. Prema popisu stanovništva iz 2010. u njemu je živjelo 3.488 stanovnika.